# Universidade eclesiástica

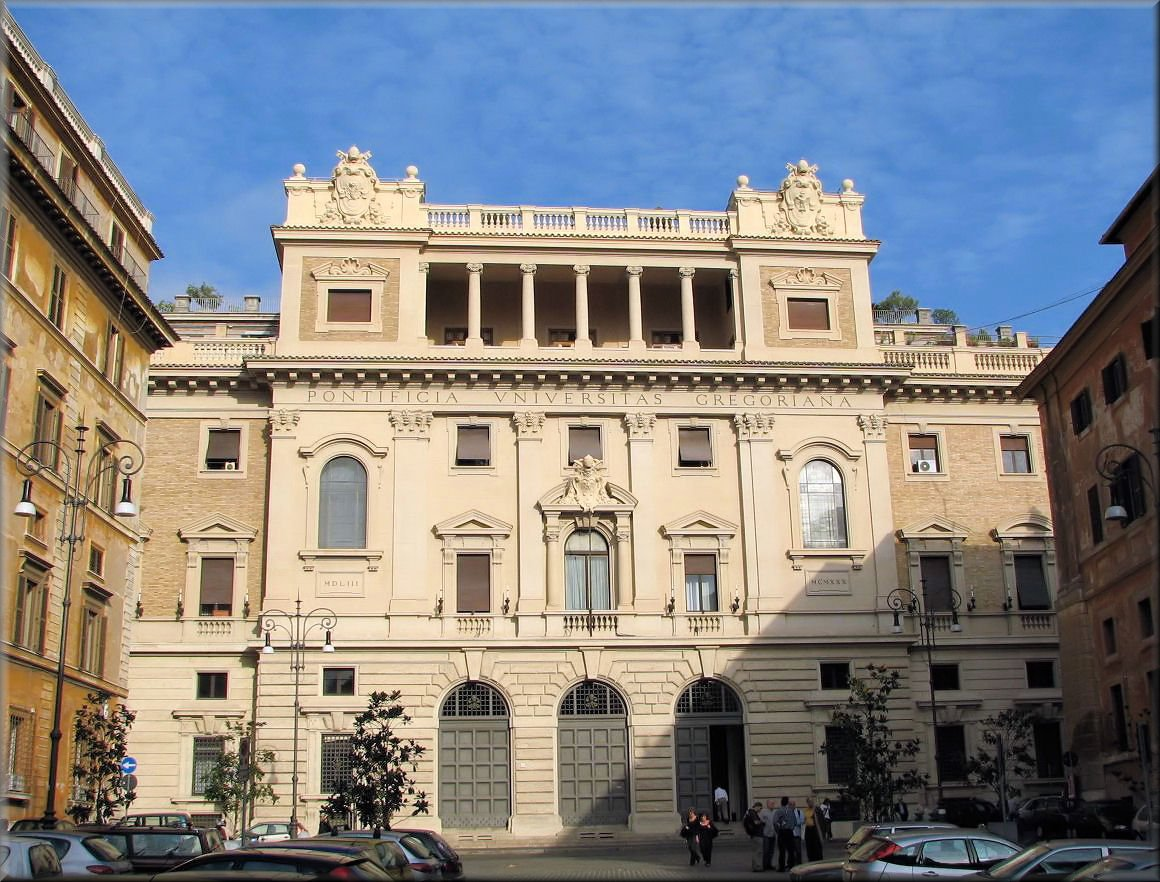
Pontifícia Universidade Gregoriana.

Uma universidade eclesiástica ou universidade pontifícia eclesiástica é um tipo de universidade que faz parte da estrutura da Igreja Católica. O Código de Direito Canónico reconhece a existência de dois tipos de universidades no seio da Igreja Católica: a eclesiástica e a católica.
O mesmo Código de Direito Canónico, que é a norma universal da Igreja, embora não a defina expressamente, não obstante regula a universidade eclesiástica nestes seus cânones 815 a 821:
"As universidades e faculdades eclesiásticas só se podem estabelecer por eleição da Sé Apostólica ou com aprovação concedida pela mesma; a ela compete também a suprema direção das mesmas [...] Todas as universidades e faculdades eclesiásticas têm de ter os seus próprios estatutos e o seu plano de estudos aprovados pela Sé Apostólica [...] Nenhuma universidade ou faculdade que não haja sido erigida ou aprovada pela Sé Apostólica, pode outorgar graus académicos que tenham efeitos canónicos na Igreja" (c. 816-817).